# Ејгар (Јужна Дакота)
Ејгар (енгл. Agar) град је у америчкој савезној држави Јужна Дакота.

## Демографија
По попису из 2010. године број становника је 76, што је 6 (-7,3%) становника мање него 2000. године.
| Група             | 2000.      | 2010.      |
| Белци             | 79 (96,3%) | 75 (98,7%) |
| Афроамериканци    | 0 (0,0%)   | 0 (0,0%)   |
| Азијати           | 0 (0,0%)   | 0 (0,0%)   |
| Хиспаноамериканци | 2 (2,4%)   | 1 (1,3%)   |
| Укупно            | 82         | 76         |